# Tre Valli Varesine 2018
La Tre Valli Varesine 2018, novantottesima edizione della corsa, valevole come evento dell'UCI Europe Tour 2018 e della Ciclismo Cup 2018, di categoria 1.HC, si svolse il 9 ottobre 2018 su un percorso di 203 km, con partenza da Saronno e arrivo a Varese, in Italia. La vittoria fu appannaggio del lettone Toms Skujiņš, il quale terminò la gara in 4h55'41", alla media di 41,193 km/h, precedendo il francese Thibaut Pinot e il britannico Peter Kennaugh.
Sul traguardo di Varese 91 ciclisti, su 168 partiti da Saronno, portarono a termine la competizione.

## Squadre e corridori partecipanti
| N.      | Cod. | Squadra                        |
| ------- | ---- | ------------------------------ |
| 1-7     | MOV  | Movistar Team                  |
| 11-17   | ALM  | AG2R La Mondiale               |
| 21-27   | TBM  | Bahrain-Merida                 |
| 31-36   | MTS  | Mitchelton-Scott               |
| 41-47   | AST  | Astana Pro Team                |
| 51-57   | GFC  | Groupama-FDJ                   |
| 61-67   | BOH  | Bora-Hansgrohe                 |
| 71-77   | UAD  | UAE Team Emirates              |
| 81-87   | TLJ  | Team Lotto NL-Jumbo            |
| 91-97   | TFS  | Trek-Segafredo                 |
| 101-107 | SUN  | Team Sunweb                    |
| 111-117 | COF  | Cofidis, Solutions Crédits     |
| 121-127 | EFD  | Team EF Education First-Drapac |

| N.      | Cod. | Squadra                         |
| ------- | ---- | ------------------------------- |
| 131-137 | DDD  | Team Dimension Data             |
| 141-147 | CJR  | Caja Rural-Seguros RGA          |
| 151-157 | ICA  | Israel Cycling Academy          |
| 161-167 | BRD  | Bardiani CSF                    |
| 171-177 | GAZ  | Gazprom-RusVelo                 |
| 181-187 | ANS  | Androni Giocattoli-Sidermec     |
| 191-197 | NIP  | Nippo-Vini Fantini-Europa Ovini |
| 201-207 | WIL  | Wilier Triestina-Selle Italia   |
| 211-216 | TRE  | Trevigiani Phonix-Hemus 1896    |
| 221-227 | AMO  | Amore & Vita-Prodir             |
| 231-237 | SMV  | Sangemini-Mg.K Vis-Vega         |
| 241-245 | AZT  | d'Amico Utensilnord             |

## Ordine d'arrivo (Top 10)
| Pos. | Corridore          | Squadra      | Tempo    |
| ---- | ------------------ | ------------ | -------- |
| 1    | Toms Skujiņš       | Trek         | 4h55'41" |
| 2    | Thibaut Pinot      | Groupama     | s.t.     |
| 3    | Peter Kennaugh     | Bora         | s.t.     |
| 4    | Michael Woods      | Educ. First  | s.t.     |
| 5    | Mathias Frank      | AG2R         | s.t.     |
| 6    | Wilco Kelderman    | Sunweb       | s.t.     |
| 7    | Rigoberto Urán     | Educ. First  | a 4"     |
| 8    | Julien Simon       | Cofidis      | a 13"    |
| 9    | Giovanni Visconti  | Bahrain-Mer. | s.t.     |
| 10   | Gianluca Brambilla | Trek         | s.t.     |